# Josephine Brysting
Josephine Jagd Brysting (født 11. december 1995), er en dansk atlet, der er medlem af Københavns IF.
Josephine Brysting , der er tidligere badmintonspiller i KBK, gjorde første gang opmærksom på sig selv som løber, da hun ved DM i Aarhus 2016 vandt bronze på 5000 meter. De seneste par år har hun dog boet i England og studeret human biologi på Loughborough University, hvorfor hun ikke har deltaget i de danske crossturneringer. Det har hun til gengæld med succes i England, hvor det 2016 i Liverpool blev til en 11. plads i U23-klassen ved de britiske mesterskaber. Hun blev nummer 38 EM-u23 i cross på Sardinien i december 2016.
2017 figurerer hun i San Francisco Dons' roster, men hun har grundet en skade endnu ikke fået sin amerikanske debut.

## Internationale ungdomsmesterskaber
- 2016 EM-u23 i cross 38.plads

## Danske mesterskaber
- Bronze 2016 5000 meter

## Personlige rekorder
- 1500 meter: 4:34,71	18. juni 2016	København
- 3000 meter: 9:59,33	22. maj 2016	Loughborough
- 5000 meter: 17:18,06	28. august 2016	Aarhus
- 3000 meter-inde: 10:06,29 10. januar 2016 Sheffield